# Bicameralitat

Estats amb poder legislatiu bicameral.
Estats amb poder legislatiu monocameral.
Estats monocamerals amb òrgan consultiu.
Sense cambra legislativa.

La Bicameralitat és la pràctica de tenir dues cambres legislatives. En aquest sentit, un parlament bicameral és un parlament o congrés que posseeix dues cambres: una Cambra baixa, generalment denominada "Assemblea Nacional", "Parlament", "Cambra de Diputats", etc., i una Cambra alta, habitualment anomenada Senat.

## Orígens
Encara que els orígens de la bicameralitat poden remuntar-se fins a l'època de l'antiga Grècia i l'Imperi Romà, els parlaments bicamerals pròpiament dits van aparèixer a Europa durant l'edat mitjana, quan es va associar amb la representació dels diferents estats d'un regne.
Els fundadors dels Estats Units d'Amèrica van rebutjar qualsevol noció de representació separada per a una aristocràcia social, però van acceptar la creació d'una bicameralitat on a la Cambra alta cada estat es troba igualment representat i a la Cambra baixa la representació de cada estat era proporcional a la població.
Des d'aquell moment els estats federals han optat per la bicameralitat sobretot quan es necessita, en funció de les diferències regionals, que cada regió o territori del país es trobi prou representada. No obstant això, l'antiga justificació per a l'existència d'una Cambra baixa es va mantenir en la idea d'una nova oportunitat per a una segona opinió sobre els temes legislatius.
Les relacions entre les dues càmeres varien. En alguns casos tenen iguals poders mentre que en unes altres una cambra és clarament superior. En els sistemes federals i presidencialistes es presenta majorment la igualtat de les càmeres. La supremacia d'una cambra es presenta en els sistemes de govern parlamentarista.

## Les diferents formes de bicameralitat

### Federalisme
Alguns països com Austràlia, Argentina, Mèxic, els Estats Units d'Amèrica, Índia, Brasil i Alemanya, enllacen els seus sistemes bicamerals amb la seva estructura política federal.
Així, als Estats Units, Austràlia, Brasil i Mèxic cada estat té un determinat nombre d'escons en la Cambra alta sense importar la població que aqueix estat té. Això es va fer per a assegurar que els estats més petits no siguin superats pels més populosos. En la Cambra baixa els escons es reparteixen basats únicament en la població de cada estat.

### Bicameralitat aristocràtica
En alguns països la bicameralitat implica la juxtaposició d'elements democràtics i aristocràtics. L'exemple més conegut és al Regne Unit, on la Cambra dels Lords representa un vestigi del sistema aristocràtic que alguna vegada va predominar en la política britànica mentre que la Cambra dels Comuns es troba composta per parlamentaris electes.

### Altres casos
Molts sistemes bicamerals no estan connectats ni amb el federalisme ni amb l'aristocràcia. En els països d'Amèrica del Sud, el Japó, França, les Filipines o Irlanda domina el sistema bicameral, tot i ser estats unitaris. En països com aquests, la Cambra alta existeix únicament amb el propòsit de fiscalitzar i, excepcionalment, vetar les decisions de la Cambra baixa. En general són políticament iguals, exceptuant en l'elaboració del pressupost nacional. El poder executiu ha d'enviar el projecte de pressupostos a la Cambra baixa i aquesta el discuteix i aprova en el seu primer tràmit enviant-lo a la Cambra alta per a la seva revisió i posterior aprovació.